# جورج فينويك
جورج فينويك (بالإنجليزية: George Fenwick)‏ هو صحفي نيوزيلندي، ولد في 1 فبراير 1847، وتوفي في 23 سبتمبر 1929.